# Haut-Rhin
Haut-Rhin là một tỉnh của Pháp, thuộc vùng hành chính Grand Est, tỉnh lỵ Colmar, bao gồm 6 quận với các quận lỵ còn lại là: Altkirch, Guebwiller, Mulhouse, Ribeauvillé, Thann.